# Karnátakai háborúk

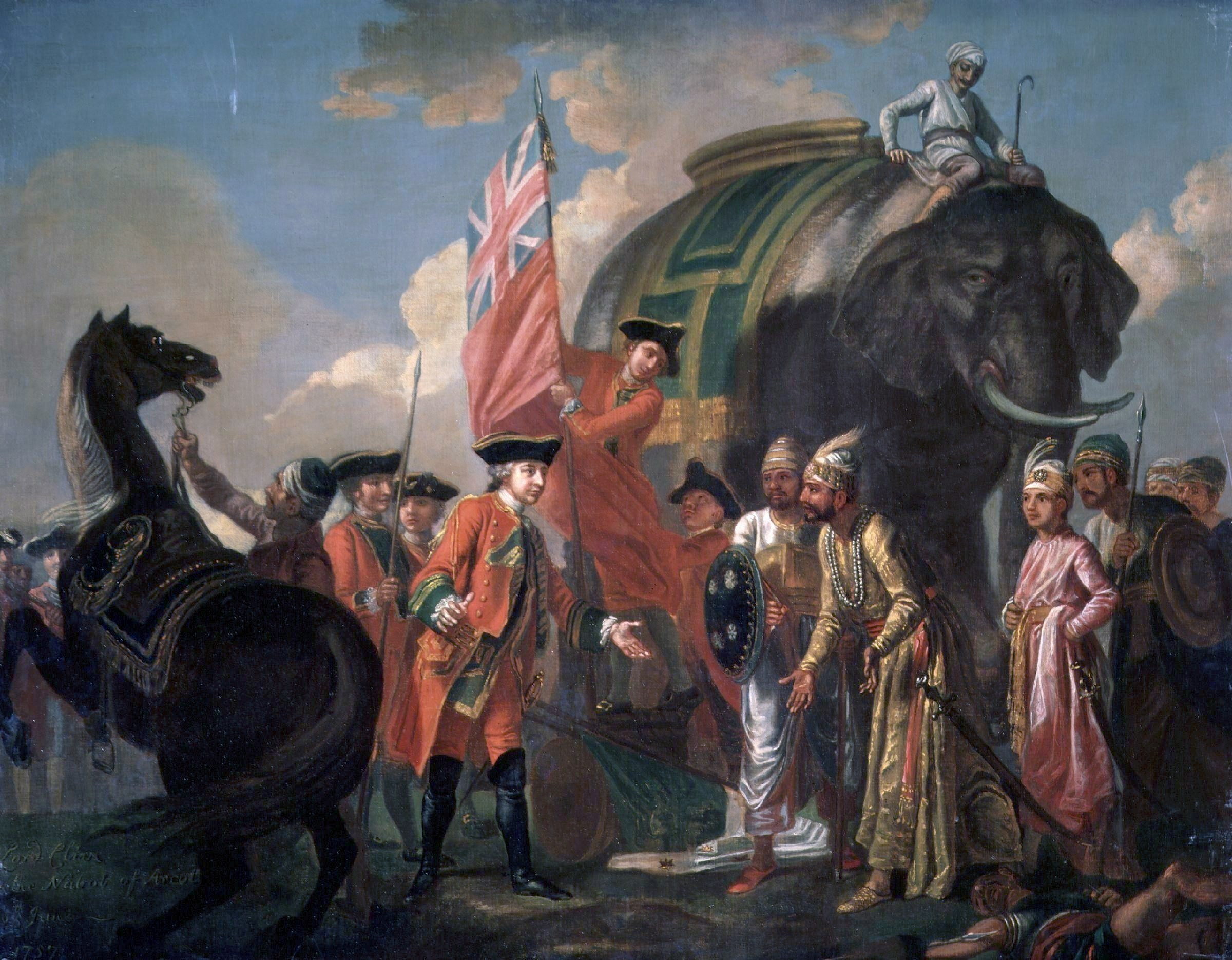
Robert Clive találkozása Mir Dzsafárral a palási csata után

A karnátakai háborúk a 18. század közepén India területén lezajlott fegyveres konfliktusok voltak, melyben számos névlegesen független uralkodó és vazallusaik vettek részt trónutódlási és területi igényeik érdekében. A konfliktus egyben a Francia Kelet-indiai Társaság és a Brit Kelet-indiai Társaság diplomáciai és katonai összecsapása is volt.
A harcok főként India azon területén folytak, melyet Haidarábád nizámja uralt egészen a Godávári deltatorkolatáig. A konfliktusok végére a Brit Kelet-indiai Társaság dominanciát szerzett az európai kereskedelmi társaságok közül India területén. A francia kereskedelmi társaságot sarokba szorították és tevékenysége főként Pondichéryre korlátozódott. A Brit Kelet-indiai Társaság befolyása a Brit Társaság India területének többsége feletti uralomhoz és végül Brit India megalapításához vezetett.
Maga a tengerparti Karnátaka-régió, mely után a konfliktust elnevezték, a 18. században Haidarábádhoz tartozott. A Karnátaka-régió alatt a gyarmatosítás korában a Keleti-Ghátok és a Koromandel-part közötti területet értették. Nem azonos a mai Karnátaka szövetségi állammal, mely a félsziget délnyugati felén található. 1746 és 1763 között három karnátakai háborút vívtak.

## Előzmények
Az 1707-ben elhunyt Aurangzeb mogul uralkodót I. Bahádur sah követte a trónon. A birodalom központi kormányzásában folyamatos hanyatlás volt megfigyelhető Dzsahandar sah és a későbbi uralkodók ideje alatt. Nizám ul-Mulk ezt kihasználva Haidarábádot független királysággá alakította.
Halála után hatalmi harc tört ki fia, Nászir Jung, és unokája, Muzaffar Jung között. Franciaország és Anglia ezt a viszályt kihasználva igyekezett beleszólni az indiai politikába. A franciák Muzaffar Jungot, míg az angolok Nászir Jungot támogatták. Számos hajdani mogul terület nyert autonómiát Karnátakához hasonlóan, melyet Dost Ali Khan naváb uralt, annak ellenére, hogy jogilag Haidarábád nizámja hatásköre alá tartoztak. Dost Ali halála hatalmi harcokat eredményezett a franciák által támogatott veje, Csanda Sáhib és az angolok támogatta Muhammad Ali között.
A karnátakai háborúk egyik kulcsszereplője a francia Joseph François Dupleix volt, aki 1715-ben érkezett Indiába és 1742-re a Francia Kelet-indiai Társaság kormányzója lett. Dupleix a francia befolyást igyekezett növelni Indiában, mely addig csak néhány kereskedelmi lerakatra támaszkodhatott, melyek közül a legjelentősebb a Koromandel-part mentén lévő Pondichéry volt. Közvetlenül Indiába való megérkezése után indiaiakat toborzott francia tisztek vezette katonai alakulatokba és helyi hatalmasságok közötti vitákban foglalt állást. Hamarosan összeütközésbe került Robert Clive-val, a brit hadsereg hasonlóan eltökélt fiatal tisztjével, mivel az 1740-ben kitört osztrák örökösödési háború majd az 1756-ban kitört hétéves háború automatikusan Indiában is háborúhoz vezetett.

## Az első karnátakai háború (1746-1748)

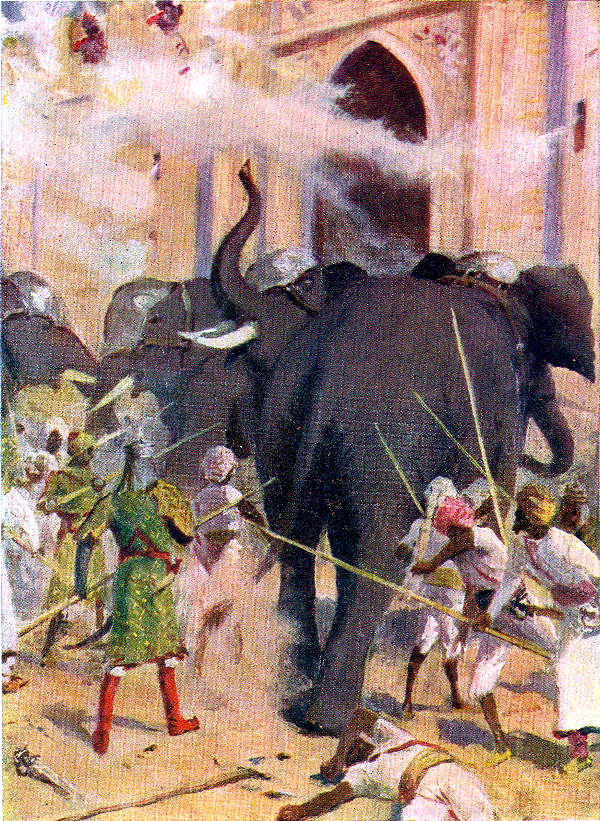
Harci elefántok Arcot ostrománál

Nagy-Britannia csak 1744-ben lépett be az osztrák örökösödési háborúba Franciaország és szövetségesei ellen. A franciák és az angolok kereskedelmi társaságai szívélyes kapcsolatot ápoltak egymással Indiában, miközben az európai hadszíntéren a két ország nagy erőkkel harcolt egymás ellen.
A francia társaság tisztviselőit Európából a konfliktus kerülésére utasították, nem így a briteket. A térségbe egy angol haditengerészeti flotta érkezett. Miután néhány kereskedelmi hajójukat elfogták, a franciák erősítést hívtak még a távoli Ile de France-ról, a mai Mauritiusról is, amivel megkezdődött a harc a tengeren. 1746 júliusában La Bourdonnais és Edward Peyton tengernagy flottái Negapatamnál csaptak össze, mely után a brit flotta visszahúzódott Bengáliába. 1746. szeptember 21-én a franciák elfoglalták a brit Madrásznál (Csennai) lévő előretolt állását. La Bourdonnais ígéretet tett arra, hogy Madrászt visszaszolgáltatja a briteknek, de Dupleix visszavonta az ígéretet és azt is, melyben Anvár-ud-dinnak ígérte oda. A naváb 10.000 fős sereget küldött Madrász bevételére, de egy kis francia erő vereséget mért rájuk az adyari csatában. A franciák ezt követően többször is megpróbálkoztak a Cuddalore-nál lévő brit St. David erőd bevételével, de az épp időben érkező erősítések megakadályozták őket ebben és a britek ellentámadásba lendültek. Edward Boscawen tengernagy 1748 végén ostrom alá vette Pondichéryt, de az októberben érkező monszun-esőzések miatt vissza kellett vonulnia. Az osztrák örökösödési háború végével az első karnátakai háború is véget ért. Az 1748-ban megkötött aacheni békében a britek visszakapták Madrászt az Észak-Amerikai Louisbourgért cserébe, melyet a háború alatt a britek foglaltak el a franciáktól.
Robert Clive Madrásznál fogságba esett, de sikerült megszöknie és később részt vett Cuddalore védelmében és Pondichéry ostromában is.

## Második karnátakai háború (1749-1754)

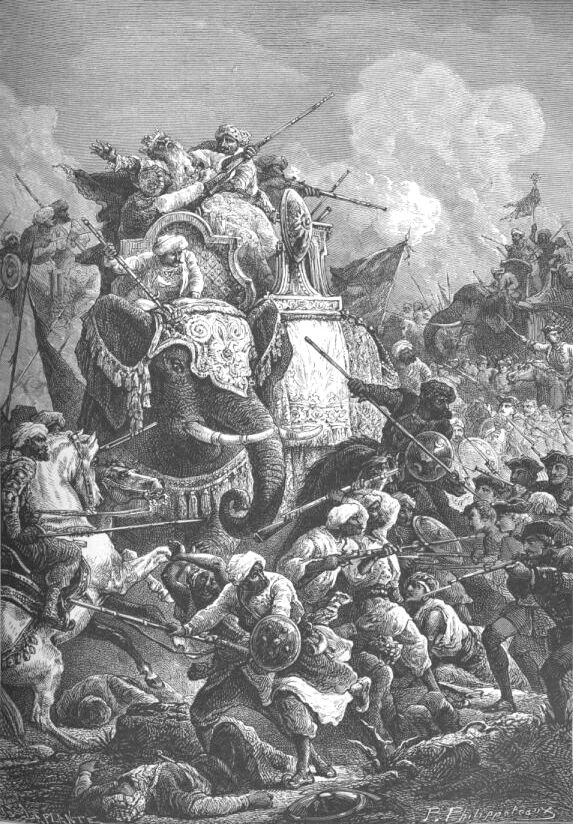
Anvaruddin Mohamed Khan naváb halála az amburi csatában, francia festmény 1749

Habár Európában nem folytak harcok, Indiában tovább folyt a kihelyezett háború. Az egyik oldalon az angolok támogatta Nászir Jung, a nizám és az őt védelmező Muhammad Ali volt, a másik oldalon Csanda Sáhib és Muzaffar voltak, akiket a franciák támogattak az Arcot navábja cím megszerzésében. Muzaffar Jung és Csanda Sáhib el tudta foglalni Arcotot, míg Nászir Jung ezt követő halála lehetővé tette Muzaffarnak Haidarábád megszerzését. Muzaffar uralma rövid életű volt mert hamarosan gyilkosság áldozata lett és Szalabat Jung lett a naváb. Azonban 1751-ben Robert Clive brit csapatokkal elfoglalta Arcotot és meg is tudta tartani. A háború a pondichéry-i béke megkötésével zárult 1754-ben, mely Muhammad Ali Khan Walajah-t megerősítette karnátakai navábi címében. Charles Godeheu váltotta Dupleix-t váltotta a Francia Kelet-indiai Társaság élén, aki visszatért Franciaországba és szegényen hunyt el.

## Harmadik karnátakai háború (1758-1763)

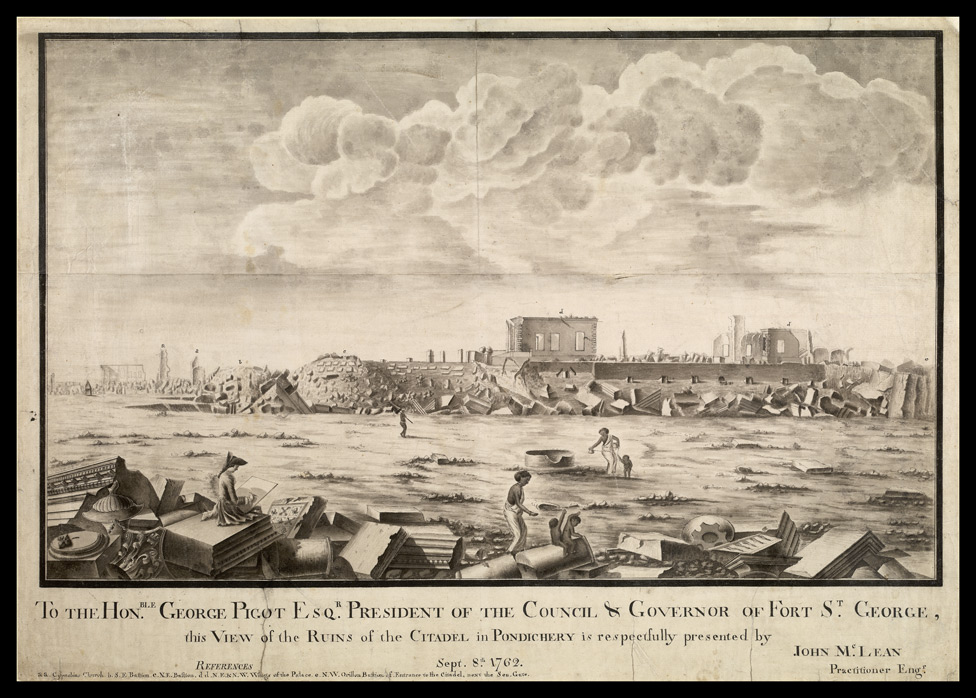
Pondichéry romjai az ostrom után

A hétéves háború kitörése Európában 1758-ban újabb konfliktust vont magával Indiában is. A harmadik karnátakai háború Dél-Indiára és Bengáliára is kiterjedt, ahol a britek elfoglalták Chandernagore (Chandanaggar) francia gyarmatot 1757-ben. A háború azonban délen dőlt el, ahol az angolok sikeresen védelmezték Madrászt és Sir Eyre Coote döntő vereséget mért a Lally gróf vezette franciákra Wandiwashnál 1760-ban. Wandiwash után a franciák fő erőssége, Pondichéry is a britek kezére került 1761-ben.

## Következmények
A háború az 1763-ban aláírt párizsi békével ért véget, melyben Chandernagore-t és Pondichéryt visszajuttatták a franciáknak és engedélyezték a franciáknak kereskedelmi telepek létesítését Indiában, de megtiltották a francia kereskedőknek, hogy kormányozzák is azokat. A franciák beleegyeztek, hogy támogatják a brit kliens kormányzatokat. Ezáltal a franciák feladták az indiai birodalmuk kialakítására szőtt terveiket és Nagy-Britannia vált a domináns idegen hatalommá Indiában.

## Fordítás
- Ez a szócikk részben vagy egészben  a   Carnatic Wars című angol Wikipédia-szócikk fordításán alapul.  Az eredeti cikk szerkesztőit annak laptörténete sorolja fel. Ez a jelzés csupán a megfogalmazás eredetét és a szerzői jogokat jelzi, nem szolgál a cikkben szereplő információk forrásmegjelöléseként.